# KWin
В Unix системах, KWin менеджер вікон для X Window System. Він інтегрований у K Desktop Environment (KDE).

## Історія версій
| Ім'я | Версія | Версія KDE | Деталі                                                            |
| ---- | ------ | ---------- | ----------------------------------------------------------------- |
| KWM  | 1.0    | 1.0        |                                                                   |
| KWin | 2.0    | 2.0        | Підтримка тем оформлення та ефектів.                              |
| KWin | 3.0    | 3.2        | Підтримка розширених стандартів ICCCM розроблених freedesktop.org |
| KWin | 4.0    | 4.0        | Підтримка прозорості та Compiz-подібних ефектів.                  |
| KWin | 4.5    | 4.5        | Додана підтримка тайлингу і ефекту blur.                          |

## Різновиди оформлення
Існує багато тем оформлень для KWin, включаючи за умовчанням, такі як Plastik, Microsoft Windows-вид Redmond і Keramik.
Теми IceWM також можуть використовуватися, для цього необхідно мати встановлений пакет kdeartwork.